# Christian Carlassare

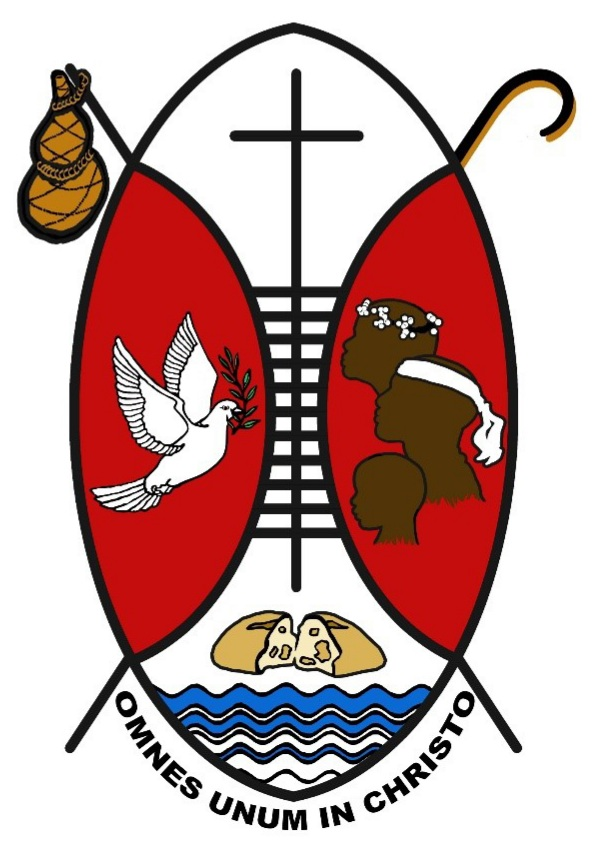
Wappen von Christian Carlassare als Bischof von Rumbek

Christian Carlassare MCCJ (* 1. Oktober 1977 in Schio, Provinz Vicenza) ist ein italienischer Ordensgeistlicher und römisch-katholischer Bischof von Bentiu im Südsudan.

## Leben
Christian Carlassare besuchte einen Orientierungskurs am Priesterseminar der Comboni-Missionare in Thiene und trat anschließend der Ordensgemeinschaft bei. Er absolvierte das Noviziat in Venegono Superiore. Danach studierte Carlassare Philosophie an der Theologischen Fakultät von Mittelitalien in Florenz und von 2000 bis 2003 Katholische Theologie an der Päpstlichen Universität Gregoriana in Rom. Er legte am 19. Dezember 2003 in Rom die feierliche Profess ab und empfing am 4. September 2004 durch den Bischof von Verona, Flavio Roberto Carraro OFMCap, das Sakrament der Priesterweihe. 2004 erwarb Carlassare an der Päpstlichen Universität Urbaniana einen Abschluss im Fach Missionswissenschaft und von 2004 bis 2005 belegte er einen Englischkurs.
2005 wurde Christian Carlassare als Missionar in das Gebiet des heutigen Südsudans entsandt, wo er in der Pfarrei Holy Trinity im Old Fangak County tätig war und die lokale Sprache Nuer erlernte. Nachdem Carlassare kurzzeitig als Pfarrvikar gewirkt hatte, war er von 2007 bis 2016 Pfarrer einer Pfarrei im Bundesstaat Jonglei. Daneben war er von 2011 bis 2019 Mitarbeiter im Sekretariat für die Berufungspastoral. Ferner war er von 2012 bis 2019 als Provinzialrat der Ordensprovinz Südsudan seiner Ordensgemeinschaft und von 2014 bis 2016 als dessen Sekretär tätig. 2017 wurde Christian Carlassare Vize-Provinzial sowie Verantwortlicher für die Berufungspastoral und Direktor des Orientierungskurses der Comboni-Missionare in Moroyok. Seit 2020 war Carlassare Generalvikar des Bistums Malakal.
Am 8. März 2021 ernannte ihn Papst Franziskus zum Bischof von Rumbek. Die Bischofsweihe war zunächst für den 23. Mai desselben Jahres geplant. Jedoch wurde Carlassare in der Nacht vom 25. auf den 26. April 2021 bei einem gezielten Schussattentat in Rumbek schwer, aber nicht lebensgefährlich verletzt. Er musste allerdings zur Behandlung in eine Klinik nach Nairobi verlegt werden. Am 25. März 2022 spendete ihm schließlich der emeritierte Erzbischof von Khartum, Gabriel Kardinal Zubeir Wako, in der Kathedrale Holy Family in Rumbek die Bischofsweihe; Mitkonsekratoren waren der Erzbischof von Khartum, Michael Didi Adgum Mangoria, der Erzbischof von Juba, Stephen Ameyu Martin Mulla, und der Bischof von Wau, Matthew Remijio Adam Gbitiku MCCJ, sowie der Apostolische Nuntius im Südsudan und in Kenia, Erzbischof Hubertus van Megen. Sein Wahlspruch Omnes unum in Christo („Alle sind eins in Christus“) stammt aus dem Galaterbrief (Gal 3,28 ).
Am 3. Juli 2024 ernannte Papst Franziskus Carlassare zum ersten Bischof des am gleichen Tag neuerrichteten Bistums Bentiu. Am 11. August desselben Jahres wurde er in sein Amt eingeführt.

## Schriften
- Nuer folktales, proverbs and riddles. Nuer–English. Paulines Publications Africa, Nairobi 2016, ISBN 978-9966-60-014-1.
- La capanna di padre Carlo. Comboniano tra i Nuer. Missionari Comboniani, Verona 2020.